# Cave-Creek-Katastrophe
Koordinaten: 42° 4′ 16,7″ S, 171° 26′ 35,7″ O
Die Cave-Creek-Katastrophe ereignete sich am 28. April 1995, als eine Aussichtsplattform im neuseeländischen Paparoa National Park aufgrund verschiedener Ursachen zusammenbrach. Auf der Plattform befanden sich 17 Menschen, die alle circa 30 Meter in einen Wasserlauf und auf die umliegenden Felsen stürzten. Aufgrund des Sturzes und der langen Zeitdauer, bevor Hilfe kam, starben 14 Menschen, nur drei überlebten den Unfall. Als Folge des Unfalls wurden ausführliche Untersuchungen vom Department of Conservation (DOC) eingeleitet, um die Wahrscheinlichkeit zu verringern, dass sich ein ähnliches Ereignis noch einmal zuträgt. Die Hauptursache ist bis heute umstritten, obwohl das Ergebnis eines Untersuchungsausschusses mehrere mögliche Ursachen aufdeckte. Niemand wurde für unmittelbar verantwortlich befunden.

## Hintergrund
Die Aussichtsplattform, die zusammenfiel, befand sich damals im Paparoa National Park, an der westlichen Küste der Südinsel von Neuseeland. Sie wurde direkt über dem Ort positioniert, wo ein Wasserlauf (Cave Creek) aus einem unterirdischen Höhlensystem auftaucht. Die Plattform wurde von DOC-Angestellten konstruiert, die auch für die Überwachung und Instandhaltung aller Nationalparks in Neuseeland verantwortlich waren.

## Ablauf der Ereignisse
Am Morgen des 28. April 1995 brach eine Gruppe von Studenten zu einer Forschungsreise auf. Sie gehörten dem Tai Poutini Polytechnic in Greymouth an. Die Studenten teilten sich in mehrere Gruppen auf, eine davon mit der Absicht, zur Cave-Creek-Aussichtsplattform zu wandern. Als sie an der Plattform ankamen, drängten sich 17 Menschen der Gruppe auf die Plattform, um den Fluss und die Aussicht anzuschauen. Es wurde später gemeldet, dass einige Mitglieder der Gruppe anfingen, über die Stabilität der Plattform Witze zu machen. Um die Sicherheit der Plattform zu „testen“, begannen einige Studenten auf und ab zu springen (eine gut konstruierte Plattform sollte solch einer Tätigkeit standhalten können). Dabei brach der Unterbau der Plattform zusammen. Sie kippte nach vorne und fiel direkt danach in die Schlucht. Die 17 Menschen, die darauf standen, stürzten mit der Plattform hinunter.
Es gab vier übrige Mitglieder der Gruppe, die zur Zeit des Unfalls nicht auf der Plattform standen. Zwei dieser Leute kehrten zu ihren Autos zurück, um Hilfe per Funkgerät zu rufen. Als sie die Autos erreichten, fanden sie heraus, dass sie das Funkgerät nicht korrekt benutzen konnten, daher bat ein Student in einem nahegelegenen Haus um Hilfe. Die zwei Personen, die am Ort geblieben waren, hatten mittlerweile einen Weg zum Unfallort gefunden, um den Überlebenden zu helfen. In der Zwischenzeit war es einem der Studenten gelungen, die Polizei zu alarmieren. Mehrere Rettungsmannschaften wurden eingesetzt: die Polizei, die Feuerwehr und Rettungswagen, zusammen mit lokalen DOC-Rangers und anderen Mitarbeitern in der Nähe mit Hubschraubern. Die zwei Mitglieder der Gruppe, die sofort versuchten, den Überlebenden zu helfen, hatten mehrere Opfer lebend und (in vielen Fällen) noch bei Bewusstsein gefunden. Trotz der Bemühungen der Helfer überlebten nur vier Personen den Unfall.

## Untersuchungsausschuss
Nach dem Cave-Creek-Unglück wurde ein Untersuchungsausschuss eingesetzt, um festzustellen, was genau passiert war und wer – wenn überhaupt – zur Rechenschaft gezogen werden sollte. Es war auch wichtig, Strategien zu bestimmen, um weitere Unfälle dieser Art zu vermeiden. Die Untersuchung ergab, dass niemand zur direkten Rechenschaft gezogen werden konnte. Die Schuld lag bei der Regierung, da der sichere Aufbau der Plattform nicht verifiziert worden war. Trotzdem wurde niemand direkt verantwortlich gemacht.
Es wurde festgestellt, dass der Unfall durch eine unglückliche Verkettung verschiedener Ursachen ausgelöst wurde. Ein Finanzierungsmangel wurde nicht primär als eine Hauptursache erwähnt. Die State Services Commission befand, dass das DOC damals vorschriftsgemäß gehandelt hatte, aber Strategien für Risikomanagement mangelhaft waren. Die Bauvorschriften vom Building Act 1991 und Health and Safety in Employment Act 1992 wurden nicht implementiert, und es wurde entschieden, dass zusätzliche Mittel nach dem Unfall zwischen 1998 und 2000 an DOC gegeben werden sollten.
Als Hauptursache wurde festgestellt: dass die Aussichtsplattform baurechtlich nicht korrekt konstruiert worden war. Das führte zum Versagen der Struktur mit katastrophalen Folgen. Der Untersuchungsausschuss identifizierte sechs zusätzliche primäre Ursachen:
- keine qualifizierte Bauartzulassung oder Baugenehmigung
- keine qualifizierte Überprüfung des Bauprojekts
- mangelnde Einhaltung der gesetzlichen Vorschriften
- Mangel an regelmäßigen Überprüfungen nach dem Bau
- mangelhafte offizielle Warnschilder, die vor dem potentiellen Risiko warnten
- überall Versagen der vorbeugenden Maßnahmen und Systeme

## Andere Folgen

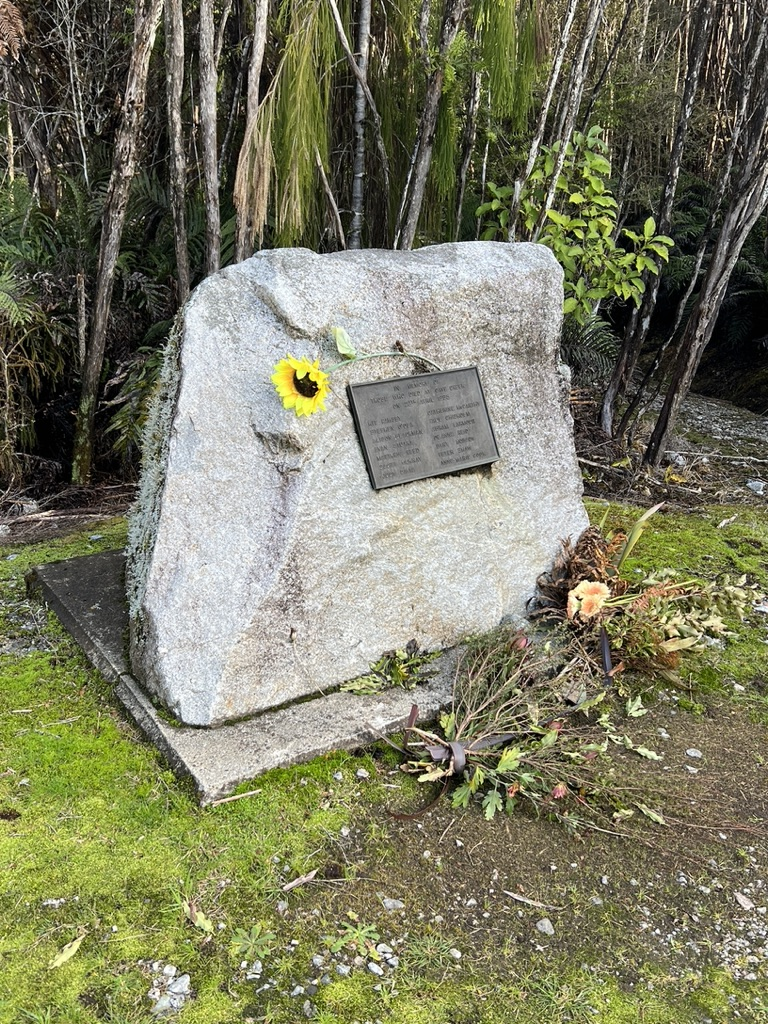
Gedenkstein

Das Department of Conservation ist inzwischen generell risikobewusster geworden; eine weitaus größere Geldsumme wird heutzutage dem Department von der Regierung zur Verfügung gestellt, und ein besonderer Aufwand wird jetzt betrieben, um alle dem DOC gehörenden Bauwerke zu prüfen. Im Zeitraum von 2004 bis 2012 wurden dem DOC 82 Millionen NZ$ von der Regierung für die Verbesserung und Erhaltung neuseeländischer Parks gegeben. Während der drei Monate, die dem Unfall folgten, gab es große Veränderungen beim DOC und eine erneute Überprüfung aller DOC-Bauwerke wurde von der Regierung gefordert. Insgesamt wurden mehr als 2.000 Bauwerke erneut geprüft, um ihre Sicherheit sicherzustellen. Zusätzlich wurden mehr als 12.500 Meter Wanderwege geprüft und 80 spezialisierte Ingenieure angestellt, um die Einhaltung der Sicherheitsstandards zu verifizieren. Die intensive Prüfung von Bauwerken dauert noch bis heute an; alle Bauwerke werden jetzt alle zwei Jahre von DOC-Angestellten überprüft, und all jene Konstruktionen, die als „risikoreich“ betrachtet werden, werden alle sechs Jahre von einem qualifizierten Ingenieur überprüft. Die ehemalige Aussichtsplattform bei Cave Creek wurde nicht wieder aufgebaut. Am Unfallort gibt es heute nur einen Zaun und ein Warnzeichen, obwohl der Weg umgebaut und wiedereröffnet wurde. Eine Erinnerungstafel wurde im April 1996 enthüllt.